# Szilárd Németh
Szilárd Németh (* 8. srpen 1977, Komárno) je bývalý slovenský fotbalový útočník a reprezentant.
Roku 2000 vyhrál anketu Fotbalista roku o nejlepšího fotbalistu Slovenska, je také dvojnásobným nejlepším střelcem 1. slovenské fotbalové ligy (v letech 2000 a 2001).
Po ukončení profi kariéry pracoval i jako skaut anglického velkoklubu Manchester United FC, vyhledával talenty ze Slovenska, Česka a Maďarska.

## Klubová kariéra
Németh začal svou kariéru v Slovanu Bratislava, kde ho vedl trenér Anton Valovič. V roce 1997 se stal nejmladším hráčem Slovanu, který ve věku 19 let opustil klub. Šel do Sparty Praha, jejímž prezidentem byl tehdy slovenský podnikatel Július Rezeš (stejně jako klubu 1. FC Košice). Jeho přestup do Sparty byl na tu dobu rekordní, odstupné bylo 30 milionů Kč. Ve Spartě se ale neprosadil a během půlroku zde nedal ani gól. Slovenští majitelé klubu jej pak odeslali do 1. FC Košice.
Vrátil se na Slovensko, nejprve tedy zpět do Košic, pak do prvoligového Interu Bratislava. Během svého působení v Interu se mu dařilo, pod vedením trenéra Bubenka získal dvakrát titul v Corgoň lize (2000 a 2001). Zároveň v těchto letech získal i korunu krále střelců slovenské ligy. Németh oblékal dres s číslem 17 a většinu zápasů odehrál v útočné dvojici s Peterem Babničem.
Jeho úspěchy udělaly dojem na západoevropské kluby. Spekulovalo se o přestupu do Interu Milán, nakonec podepsal v roce 2001 5letou smlouvu s předním klubem anglické Premiership Middlesbrough FC, který trénoval Steve McLaren. Přestup vyšel na 7 milionů eur, Németh si po příchodu do klubu vybral číslo 8. V FA Premier League debutoval 25. srpna 2001 v zápase proti Evertonu.
V tomto klubu skóroval 28krát v cca 150 zápasech, ale nikdy si nevybojoval stabilní místo v základní sestavě.
V sezóně 2005/06 měl vícekrát změnit klub, hovořilo se i o přestupu k vítězi Poháru UEFA PFK CSKA Moskva. Németh se na začátku sezóny zranil (proti Liverpoolu), v sezóně hrál pouze v 5 zápasech bez vstřelené branky. Nakonec šel na hostování do francouzského klubu Racing Štrasburk. Po sestupu klubu do Ligue 2 si klub nemohl Németha dovolit a tak zde ukončil své působení.
Před sezónou 2006/07 podepsal dvouletou smlouvu s bundesligovým klubem Alemannia Aachen. V listopadu 2006 utrpěl vážné zranění - embolii plic po žilní trombóze. Během jeho první sezóny tak celkově odehrál v německé Bundeslize 4 utkání, ve kterých vstřelil jeden gól. Aachen po sezoně sestoupil do druhé Bundesligy. V následující sezóně 2007/08 byl s devíti góly nejlepším střelcem svého mužstva. 19. května 2008 prodloužil svůj kontrakt s Alemannií Aachen do konce sezóny 2009/10. V roce 2010 ukončil profesionální kariéru. V roce 2011 hrál poté půl roku za rakouský FK Hainburg z nižší ligy.

## Reprezentační kariéra
Szilárd Németh odehrál své první utkání v slovenské seniorské reprezentaci, když mu bylo jen 19 let. V roce 2000 ho nominoval trenér Dušan Radolský do výběru reprezentace do 21 let, který se kvalifikoval na domácí Mistrovství Evropy hráčů do 21 let. Zde Slovensko obsadilo 4. místo. Střelecky se prosadil v utkání 1. června proti Anglii, jedním gólem pomohl k výhře 2:0.
Byl původně součástí výběru, který měl reprezentovat Slovensko na Letních olympijských hrách v Sydney, rozhodnutí ligových klubů o nepouštění hráčů na tento turnaj mu však znemožnilo účast.
Németh byl oporou seniorské reprezentace v letech 1996 až 2006. V 59 utkáních vstřelil 22 branek, čímž držel až do června 2010 rekord v počtu vstřelených gólů za Slovensko, poté jej překonal Róbert Vittek.

## Úspěchy

### Klubové
- 1. slovenská fotbalová liga: 1995, 1996, 2000, 2001
- Slovenský pohár: 1997
- Česká fotbalová liga: 1998
- Anglický ligový pohár: 2004

### Individuální
- Fotbalista roku (Slovensko): 2000 [1]
- Nejlepší střelec 1. slovenské ligy: 2000, 2001 [2]
- Jedenáctka roku: 1996, 1999, 2000